# Vincenzo Foppa

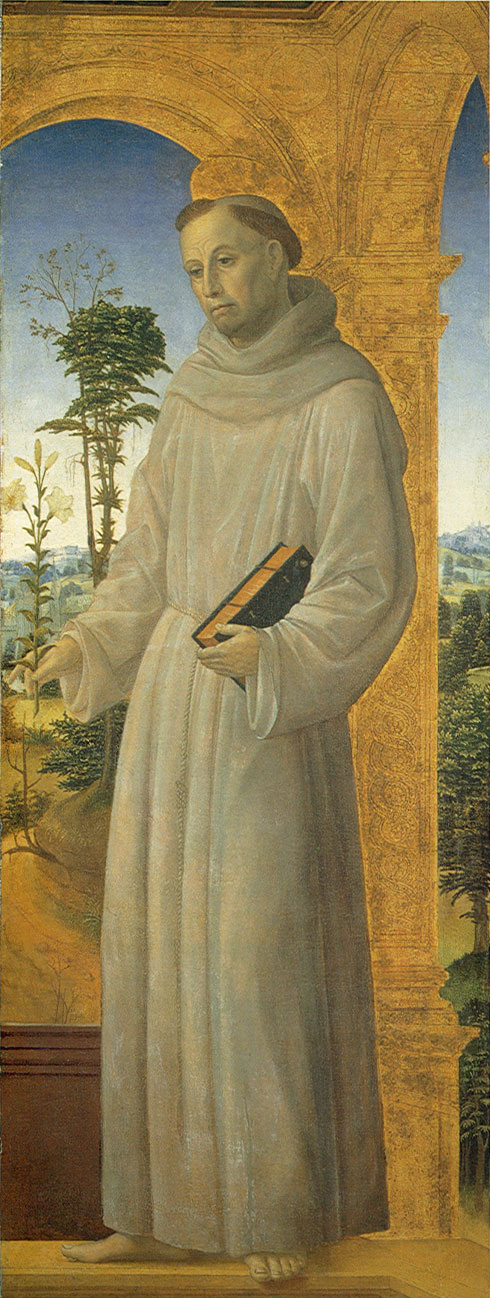
Páduai Szent Antal (1495-1500)

Vincenzo Foppa (Bagnolo Mella, 1427 körül – Brescia, 1515 körül) lombardiai reneszánsz festő, a milánói iskola megalapítója, művészete meghatározó Leonardo da Vinci felléptéig.

## Életpályája
1455-ig szülővárosában élt, majd Páviába ment, ott élt és alkotott 1490-ig, ezután ismét visszatért szülővárosába, közben több helyen kapott megrendeléseket (Savona, Genova, Monza, Bergamo, stb.). Művészete leginkább padovai eredetű, s feltehetően Jacopo Bellini is hatással volt rá.
Padovai hatás alatt született legkorábbi jelzett munkája: Krisztus a kereszten (1456, Bergamo Képtár). A színtechnikában és a naturalisztikus felfogásban Szent Sebestyén mártíriuma és a gazdag építmény előtt álló Madonna a két Szt. János közt mutat jelentős fejlődést (1485, freskók, Brera-képtár). Milánói freskói közt is vannak igen kiemelkedőek, melyek egyben a régebbi milánói iskola jelentékeny emlékei, Sant’Eustorgio-templom Portinári kápolnájának freskói (1460-as évek): A négy egyházatya, medalionok a boltíveken és négy jelenet Péter mártír életéből az oldalfalakon, kiváló építészeti és tájképi hátterekkel, aktokkal, világos színezéssel. 
A milánói várkastély kápolnájában figyelemre méltó Krisztus feltámadása című freskója. Sokrészű oltárképe (1476) Milánóban (Brera) halvány alakjaival, fény- és árnyékkal modellált testükkel szintén a korai milánói iskola jellegzetes alkotása.

## Érett művészete
Későbbi, érett művészetét a következő alkotások mutatják: Szent Sebestyén mártírhalála (Milánó, Pinacoteca del Castello Sforzesco); egy nagy oltárkép Savonában 1489-ből (Santa Maria di Castello) és a Királyok imádása (Nemzeti Galéria, London).

## Galéria

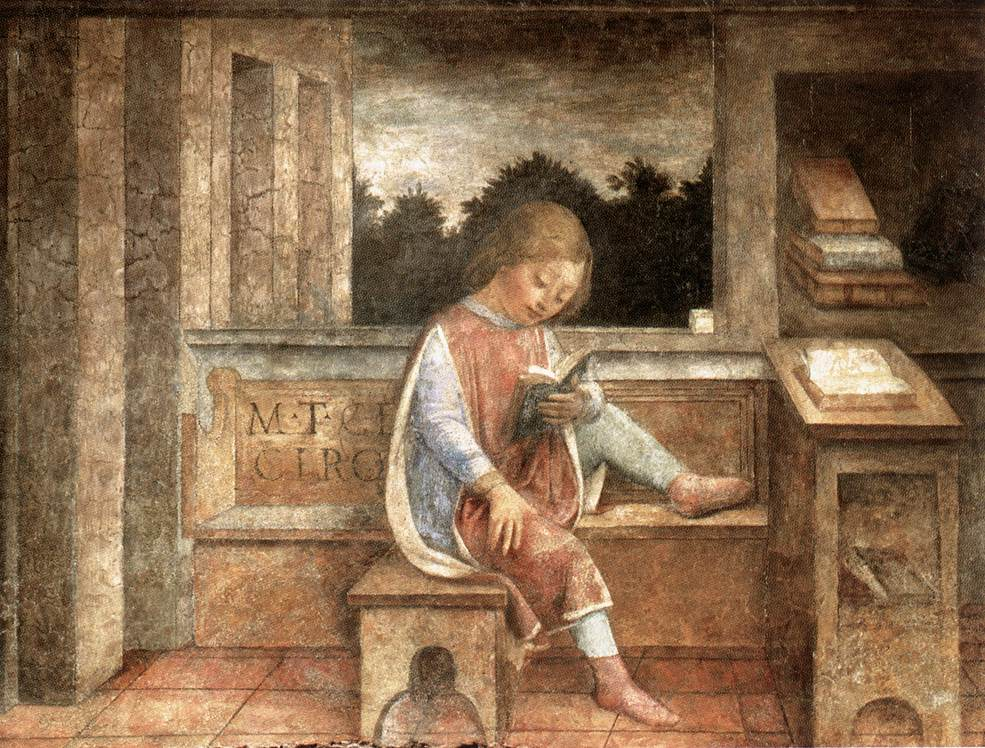
A fiatal Ciceró olvas (1464)
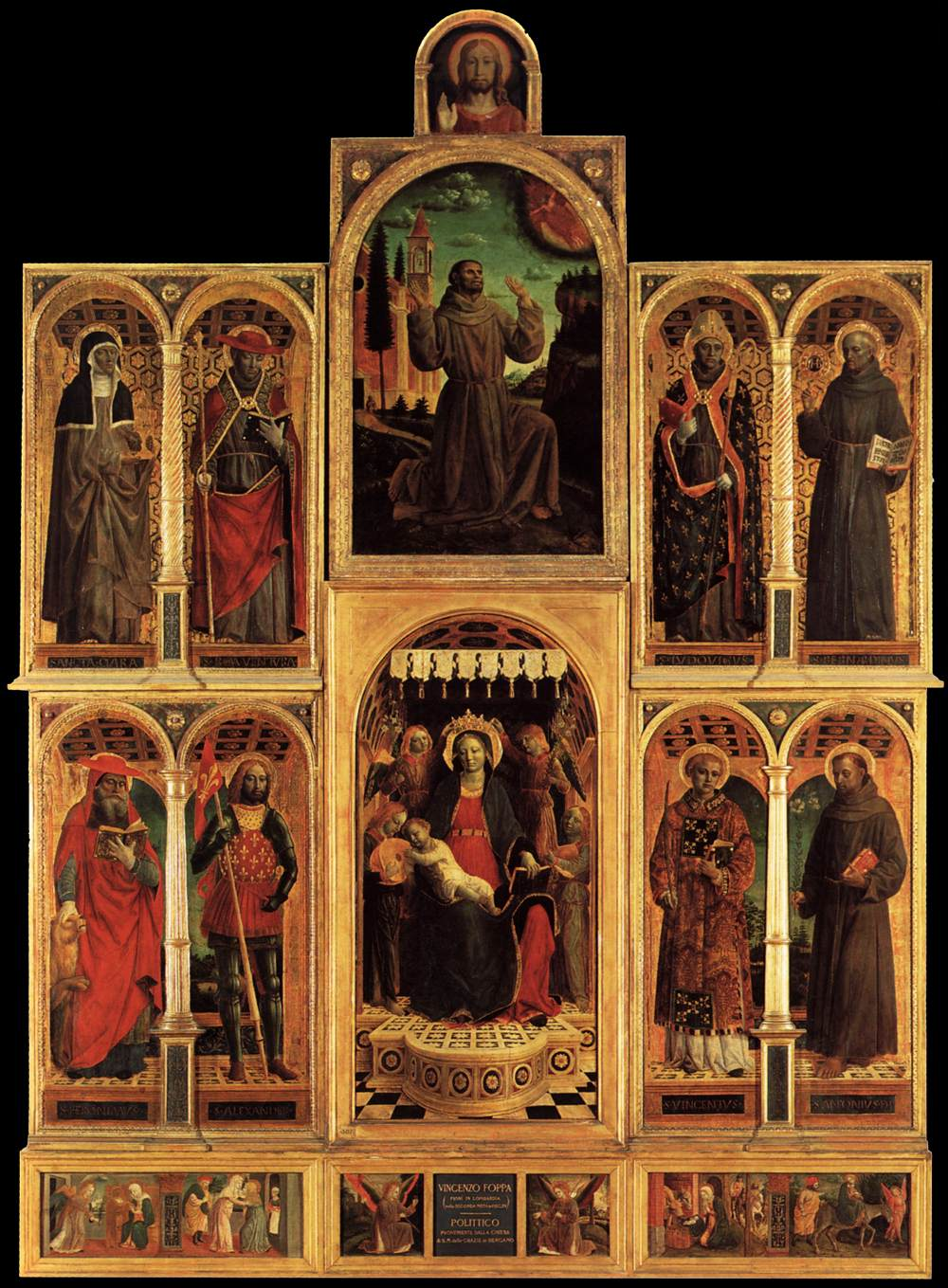
Oltárkép (1476)
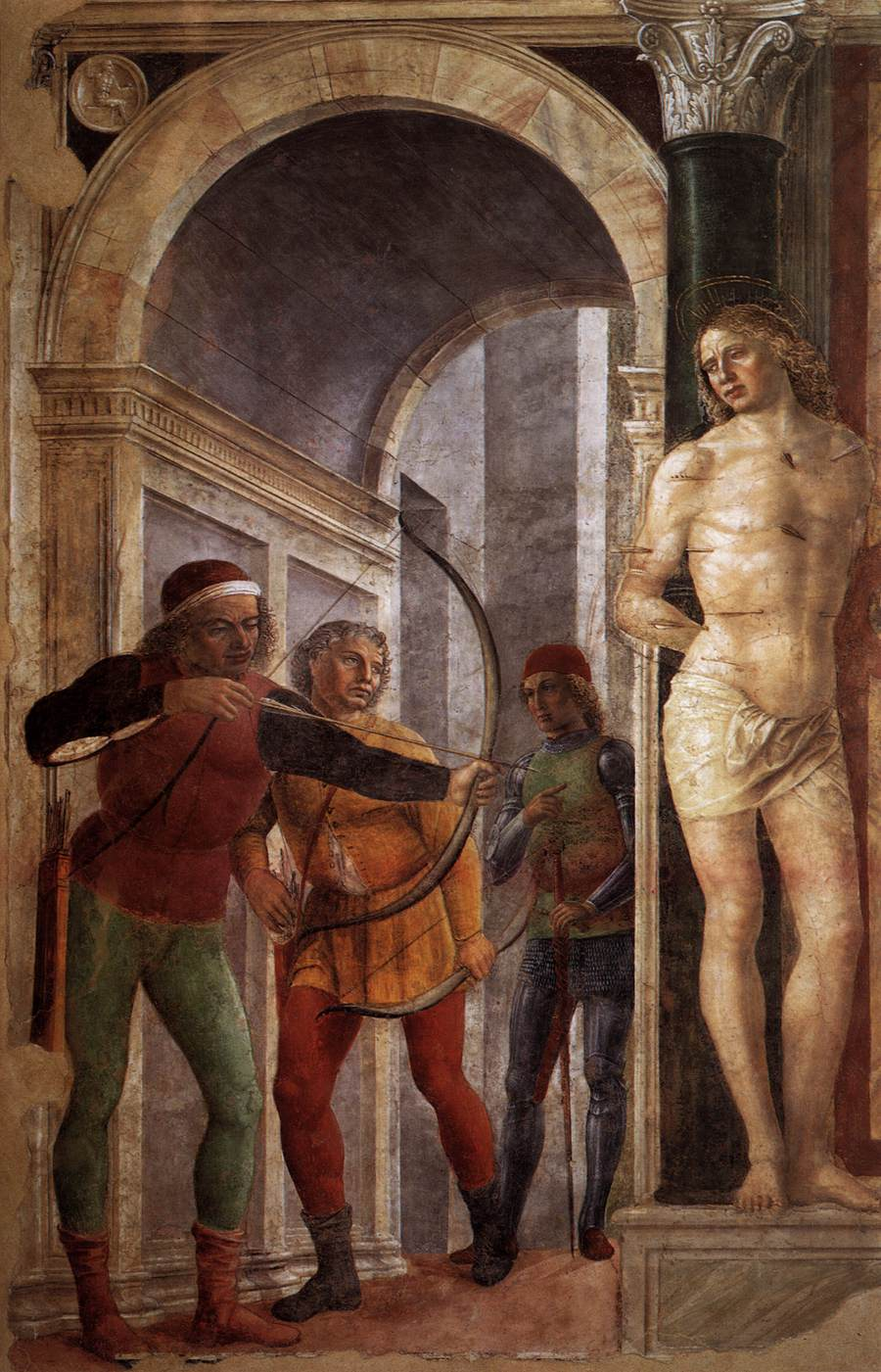
Szent Sebestyén halála (1489)
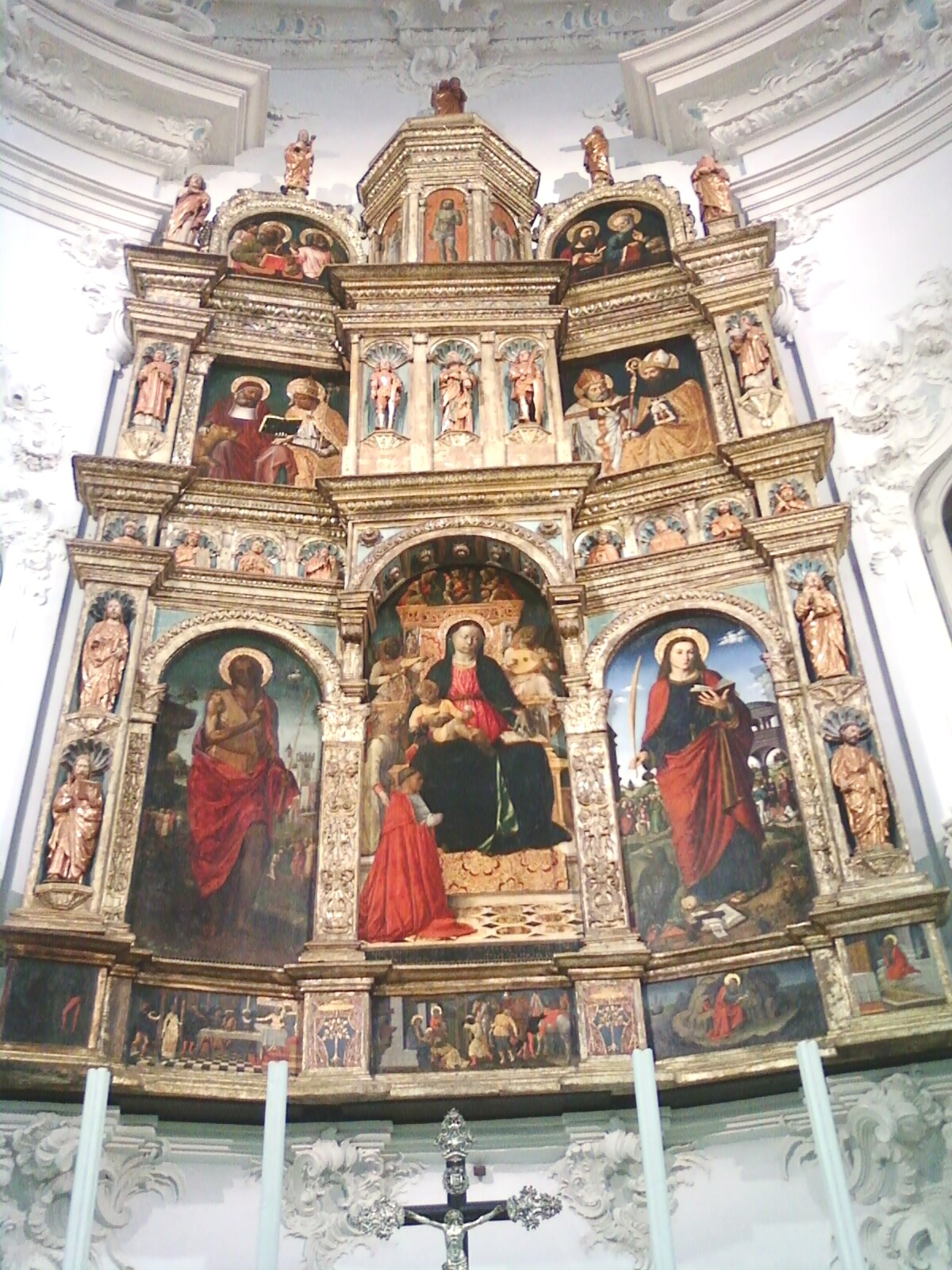
Savonai oltárkép (1489)
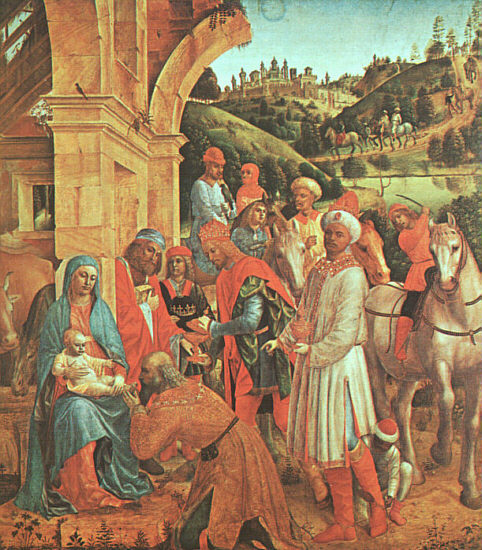
Királyok imádása (1490-1515)